# Bagrationi

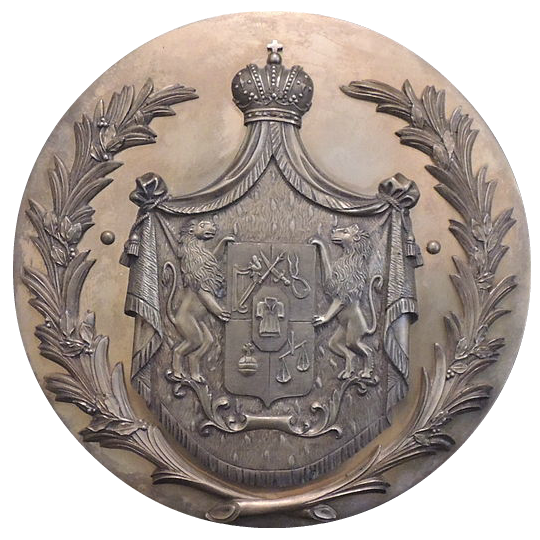
Het wapenschild van de Bagrationi

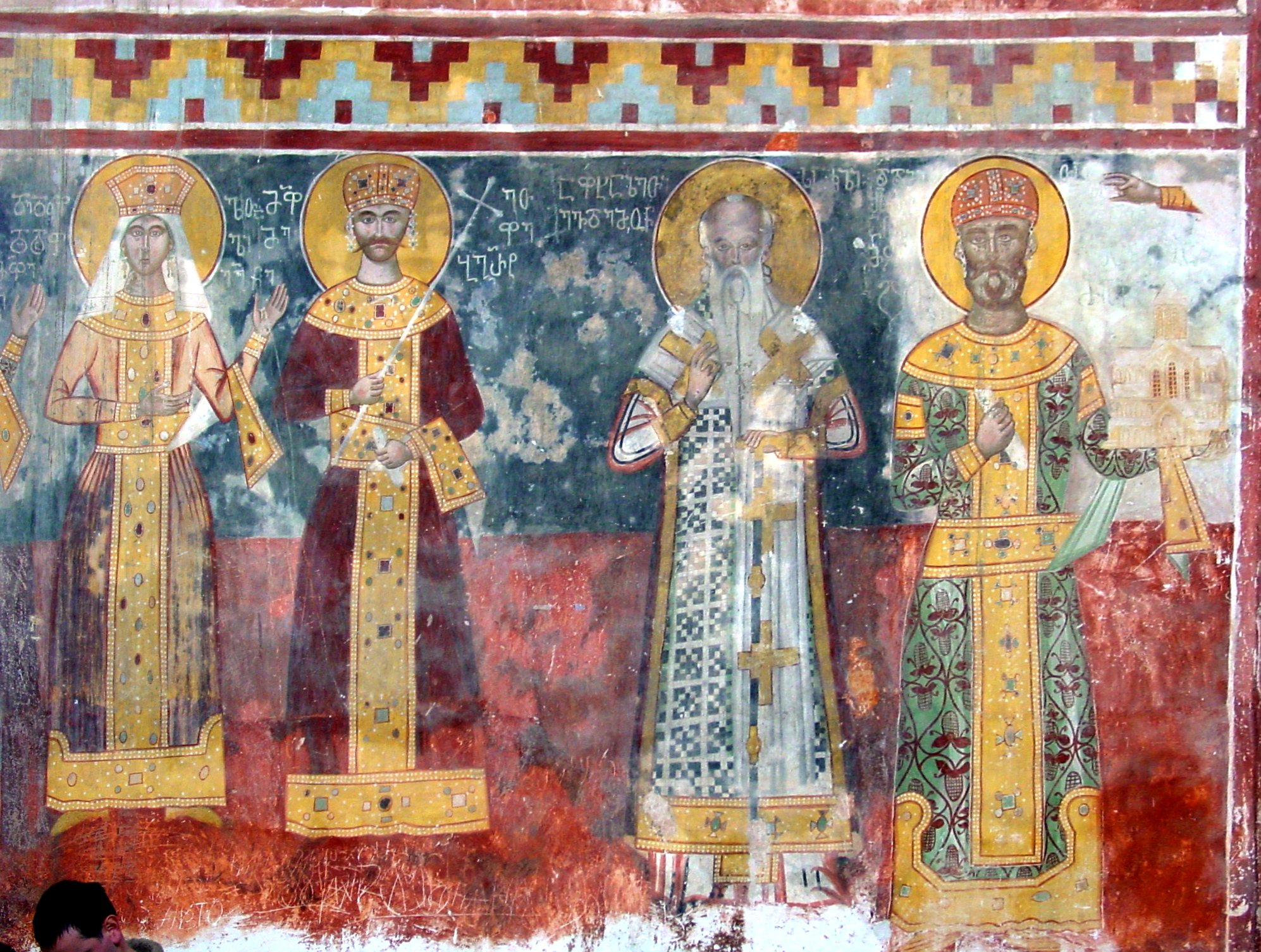
De meest vereerde Koningen van Georgië

De Bagrationi (Georgisch : ბაგრატიონი, bagrationi, ბაგრატიონთა დინასტია, bagrationt'a dinastia) was de koninklijke familie van Georgië. Hun regeerperiode begint in de vroege middeleeuwen tot in het begin van de 19e eeuw. Hedendaags kent men deze koninklijke lijn als de Georgische Bagratiden. 
De oorsprong van de Bagrationi wordt betwist, en hetzelfde geldt voor de eerste verschijning op Georgische grond. De traditionele geschiedenis zegt dat de Bagrationi verbonden zijn met de vroegere dynastieën die regeerden in de 6e eeuw. 
De geschiedenis van de Bagrationi is nauw verbonden met die van Georgië. Zij begonnen hun heerschappij begin 9e eeuw, als prinsen in het historisch zuidwest Georgië en het aangrenzende Georgisch grensgebied dat heroverd werd op de Arabieren. In de 11e tot de 13e eeuw werden er verschillende regionale staten onder hun controle gebracht. Deze periode, vooral de regeerperiode van David IV (1089-1125) en zijn achterkleindochter Tamar (1184-1213), wordt gezien als de gouden eeuw in de geschiedenis van Georgië, hét tijdperk van het rijk, militaire hoogtepunt en opmerkelijke prestaties in de cultuur. Na de versnippering van hun verenigde feodale staat in de late 15e eeuw, heersten de vertakkingen van het Bagrationi-huis over drie afvallige Georgische koninkrijken - Kartli, Kacheti en Imereti - tot de Russische annexatie in het begin van de 19e eeuw. 
De dynastie leefde in ballingschap als een keizerlijke adellijke familie in het tsarenrijk tot de Februarirevolutie in 1917. Na de oprichting van de Sovjet in Georgië in 1921 werden een groot aantal familieleden gedwongen om te verhuizen naar West-Europa, hoewel er sommigen repatrieerden na de Georgische onafhankelijkheid in 1991. Tot op de dag van vandaag is er nog een koninklijk huis van Georgië met een vertegenwoordiger uit het Bagrationi-huis.

## Galerij van Georgische koningen uit het huis Bagrationi

Bagrat III van Georgië
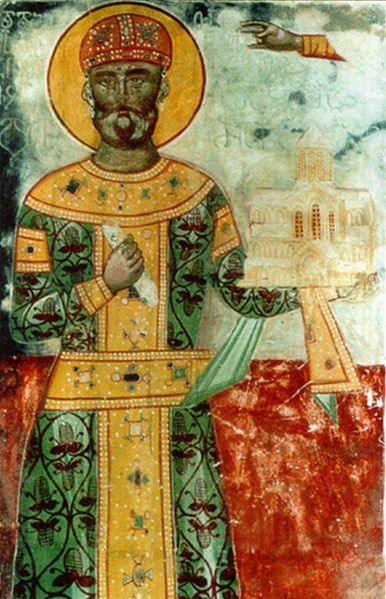
David IV van Georgië
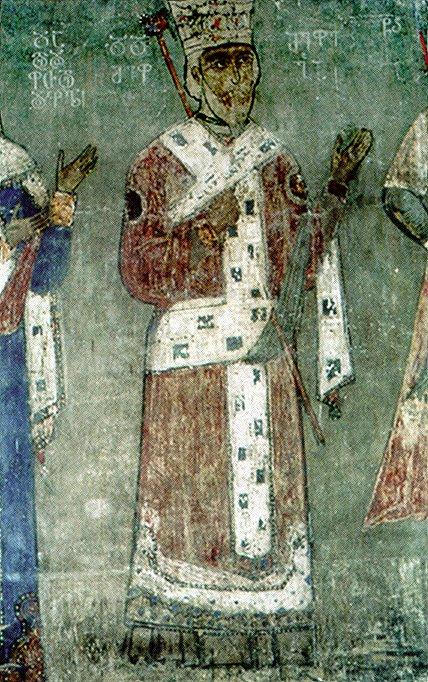
George III van Georgië
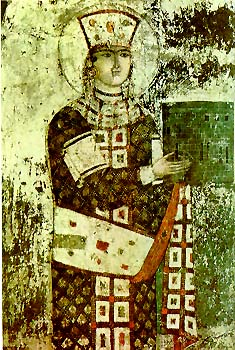
Tamara van Georgië
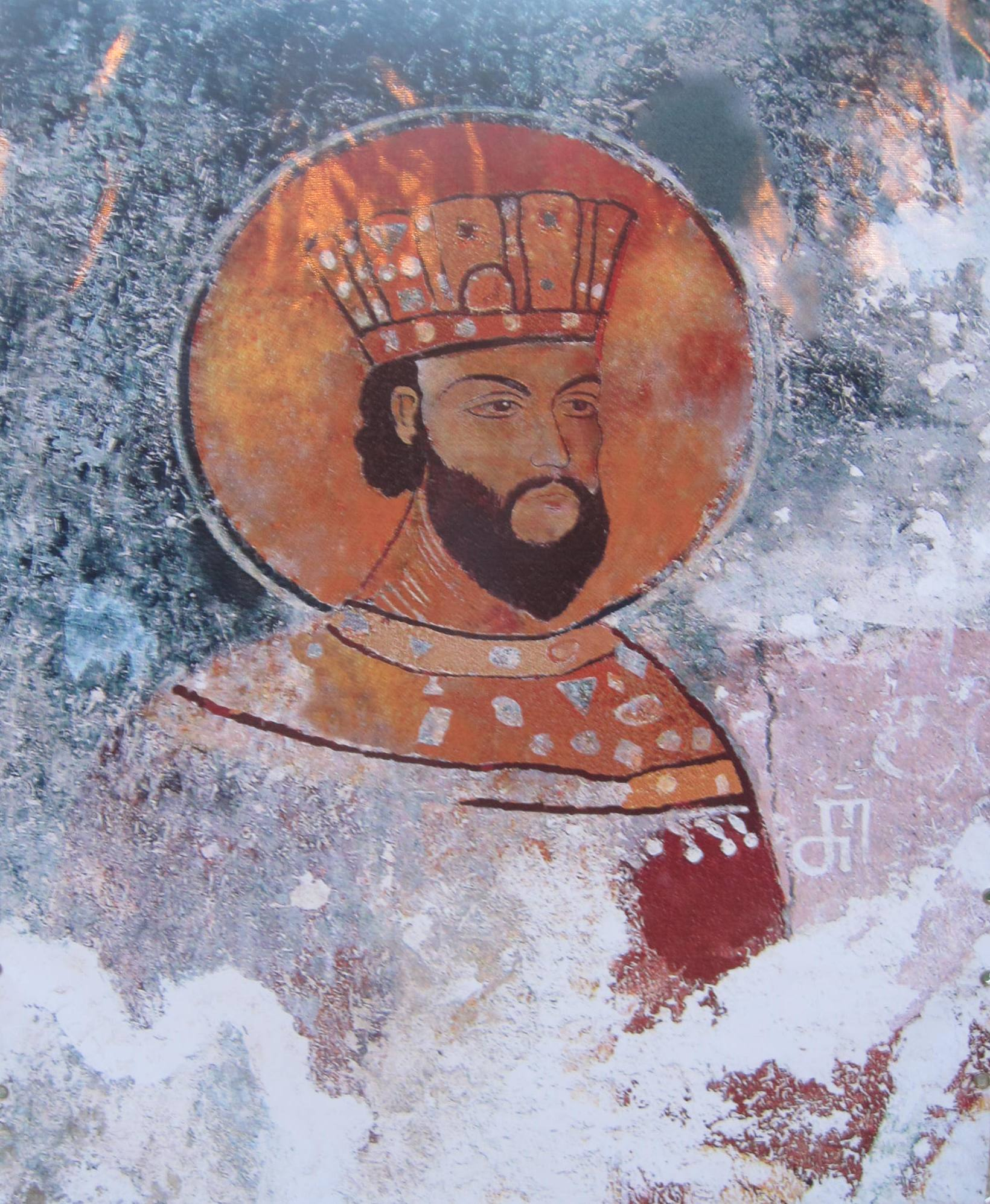
David VI van Georgië
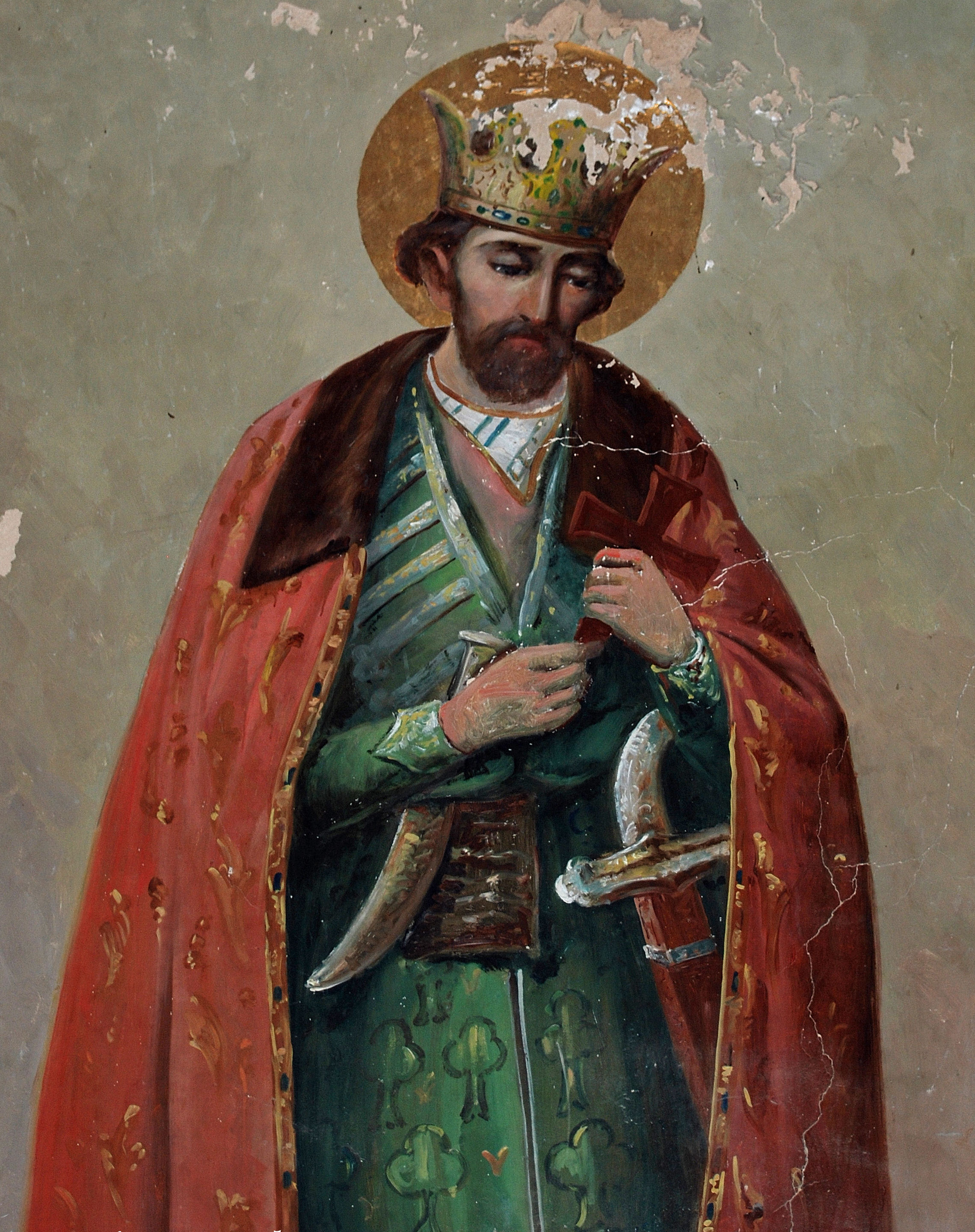
Loearsab II van Kartli
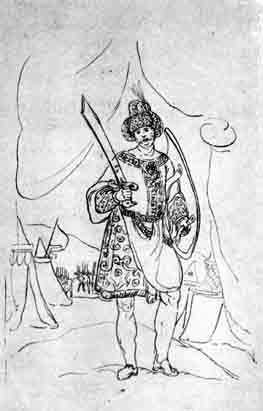
Rostom van Kartli
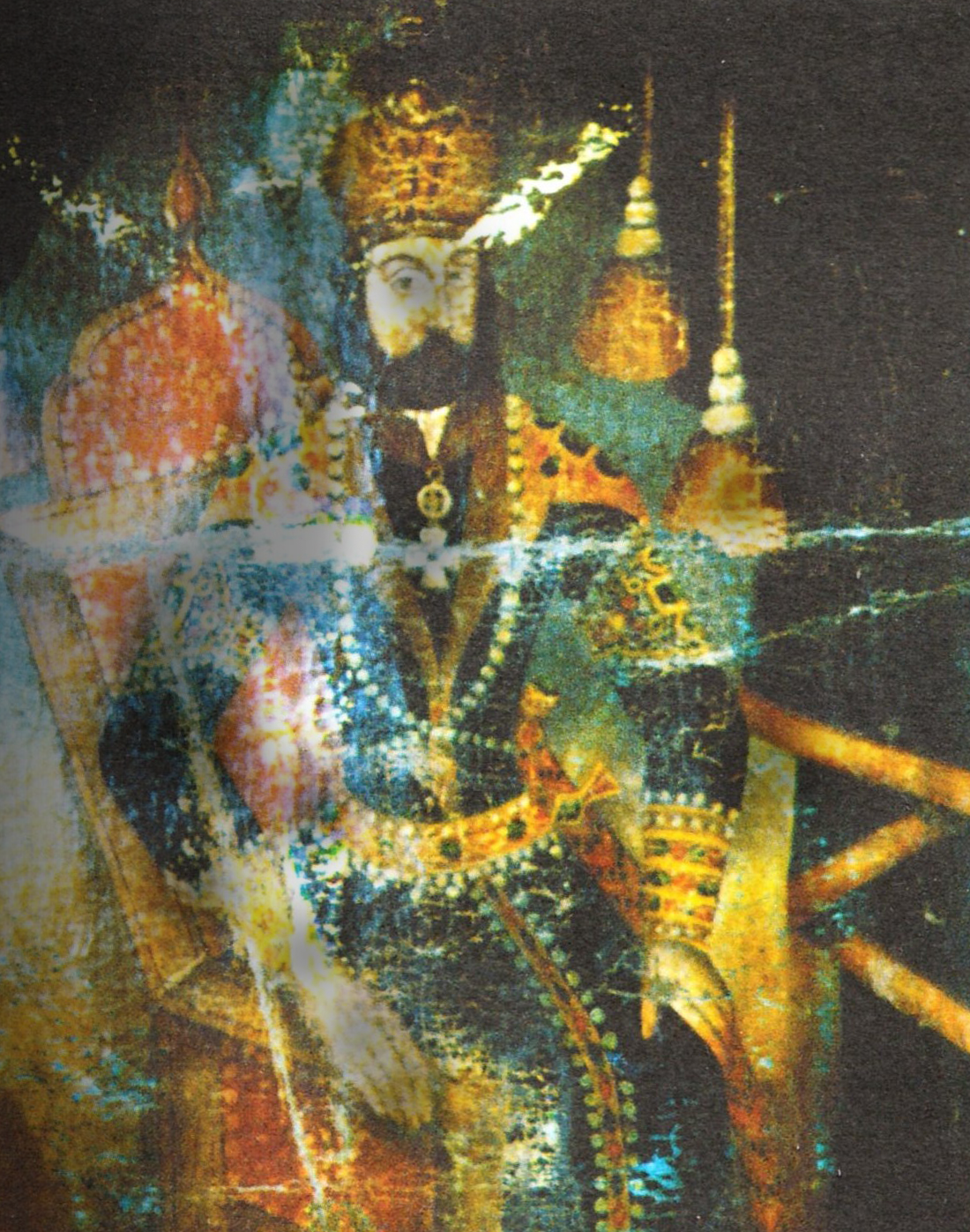
George XI van Kartli
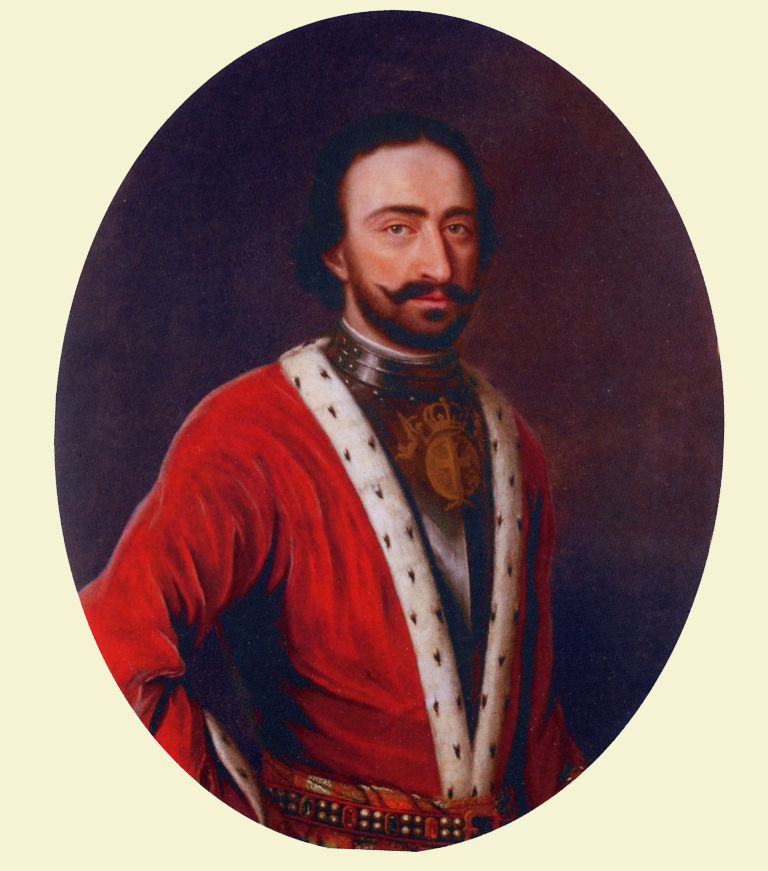
Alexander Bagrationi
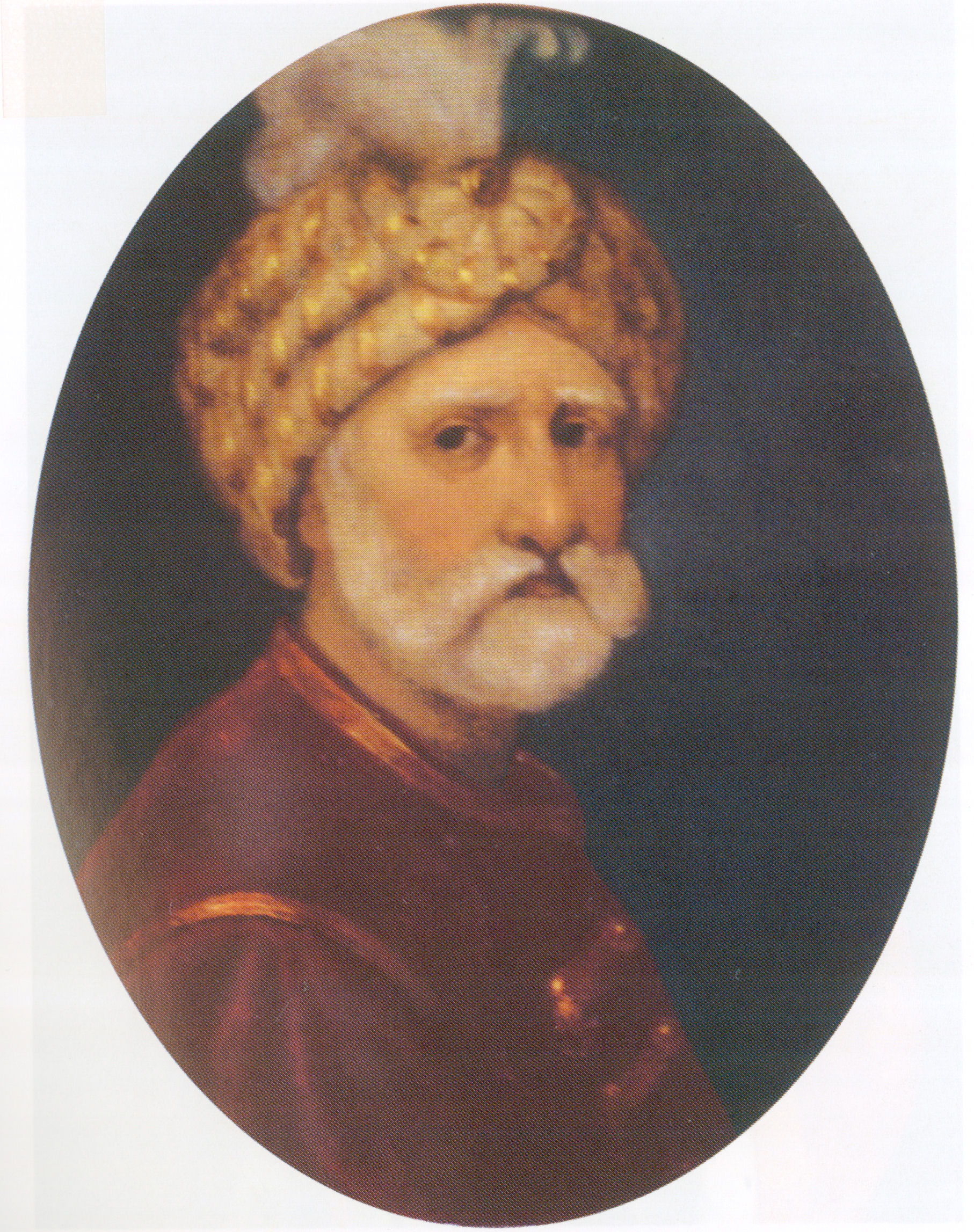
Teimoeraz I van Kakhetië
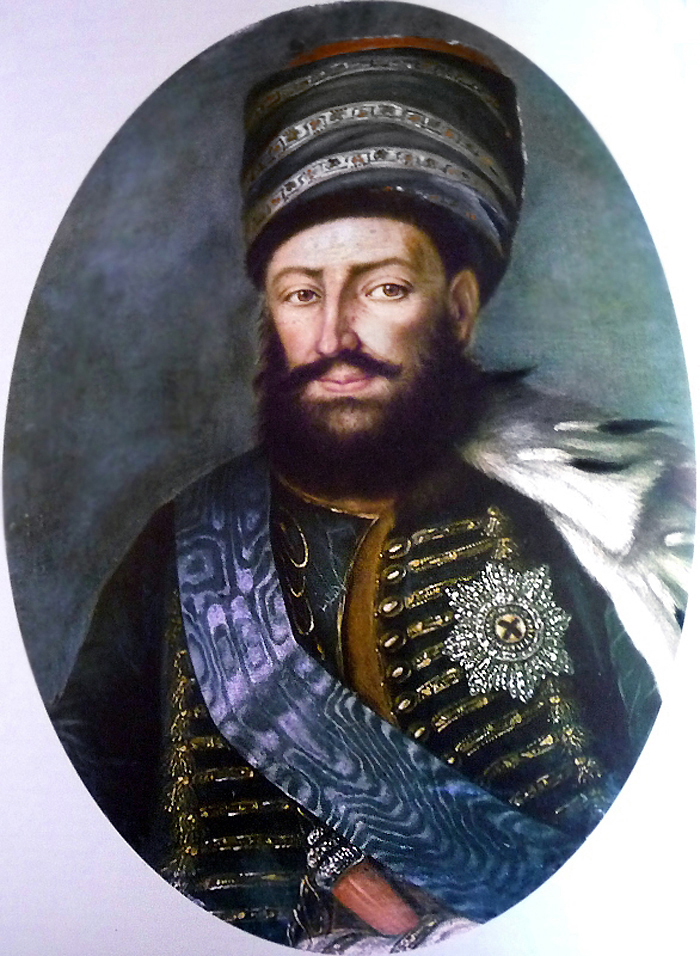
Heraclius II
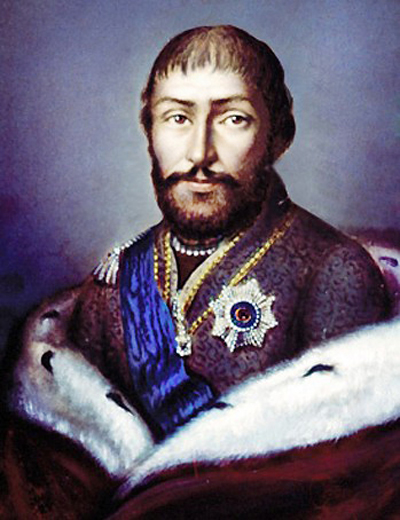
George XII van Georgië
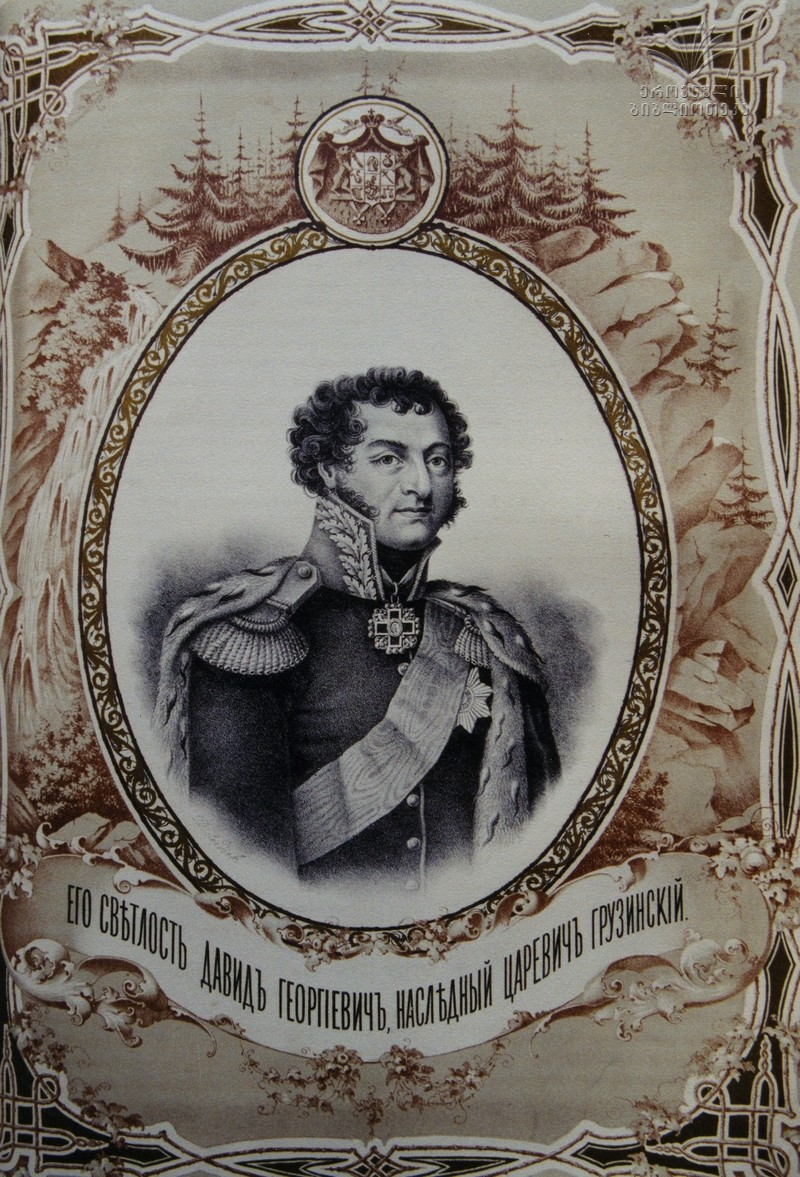
David Bagrationi